# Johan Tellström
Johan Tellström, född 24 februari 1969 i Umeå, uppvuxen i Lycksele, är en svensk före detta professionell ishockeyspelare och ishockeytränare.
Som forward spelade han för Lycksele SK, IF Björklöven, Brynäs IF, Modo Hockey, Örnsköldsviks SK, Bodens IK, Luleå HF, Comet Halden och Asplöven HC. Som tränare tränade han Brunflo IK säsongen 2012/2013.
Johan Tellström är far till ishockeyspelaren Oscar Tellström.